# Фагиени (Бакау)
Фагиени (рум. Făghieni) насеље је у Румунији у округу Бакау у општини Извору Берхечулуј. Oпштина се налази на надморској висини од 256 m.

## Становништво
Према подацима из 2002. године у насељу је живело 29 становника, од којих су сви румунске националности.